# Metz (Missouri)
Metz – wieś w hrabstwie Vernon, w stanie Missouri, w Stanach Zjednoczonych. 

## Spis ludności
Według danych z 2010 roku Metz zamieszkiwało 49 osób.